# Évenos
Évenos település Franciaországban, Var megyében. Lakosainak száma 2406 fő (2022. január 1.). Évenos Le Beausset, Ollioules, Le Revest-les-Eaux, Sanary-sur-Mer, Signes és Toulon községekkel határos.

## Népesség
A település népességének változása:
| Lakosok száma | 2141 | 2246 | 2374 | 2405 | 2423 | 2416 | 2407 | 2407 | 2406 |
|               | 2013 | 2015 | 2016 | 2017 | 2018 | 2019 | 2020 | 2021 | 2022 |